# Tadeusz Bór-Komorowski
Pour les articles homonymes, voir Komorowski.
Tadeusz Komorowski, armoiries Korczak (en), né le 1er juin 1895 à Chorobrów et mort le 24 août 1966 à Londres, est un général et un homme d'État polonais. Après la défaite militaire de la Pologne en 1939, il s'engage dans la Résistance sous le pseudonyme « Bór » (Forêt). Le 1er juillet 1943, il devient le commandant en chef de l'Armée de l'intérieur polonaise (Armia Krajowa en abrégé A.K.). Face à l'inévitable défaite de l'Insurrection de Varsovie, après deux mois de combats acharnés et héroïques des habitants de la capitale polonaise, il passe le commandement au général Leopold Okulicki et signe la capitulation de la ville le 2 octobre 1944. 
Libéré du camp où il est prisonnier fin mai 1945, il succède au général Władysław Anders en tant que commandant en chef jusqu'à la dissolution des forces armées polonaises à l'Ouest. Il est ensuite premier ministre du Gouvernement polonais en exil qui ne reconnait pas le gouvernement communiste installé à Varsovie par Moscou (1947 à 1949). Puis membre du Conseil politique (1949-1954) et ensuite du Conseil des Trois (1956-1966).

## Biographie
Fils de Mieczysław Komorowski et Wanda née Zaleska, Tadeusz Komorowski est né à Chorobrów dans la propriété de son parent le général Tadeusz Rozwadowski. 

### Carrière militaire
Diplômé en 1913 du lycée de Lwów, il entame sa carrière militaire dans l'armée austro-hongroise. En 1915, il sort de l'Académie militaire thérésienne avec le grade de sous-lieutenant de cavalerie.  
Pendant la Première guerre mondiale, Komorowski sert sur les fronts russe et italien. Après le recouvrement de l'indépendance de la Pologne à la fin de la guerre, il intègre l'armée polonaise et sert dans le 9e Régiment de lanciers de la Petite-Pologne. En août 1919, il prend le commandement du 12e Régiment des lanciers de Podolie. 
Il participe à la guerre contre les bolcheviks et il est blessé lors de la bataille de Komarów, l'une des plus grandes batailles de cavalerie du XXe siècle, terminée par une lourde défaite de l'armée soviétique de Semion Boudienny. Pour sa participation aux combats contre l'Armée rouge, Komorowski est décoré de l'Ordre de Virtuti Militari et trois fois de la Croix de la Valeur.

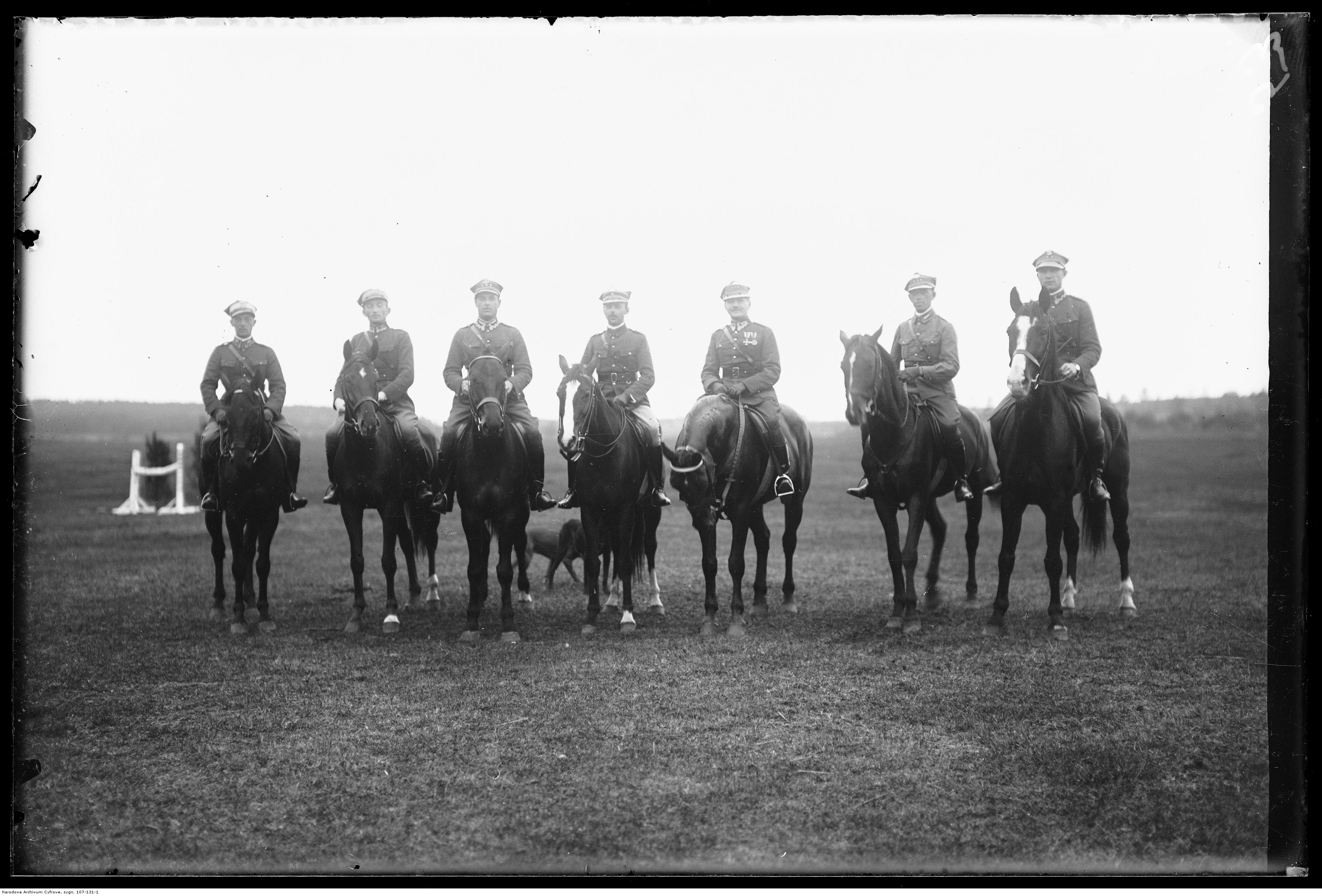
Les officiers de l'École professionnelle des sous-officiers de cavalerie. Tadeusz Komorowski est au milieu.

Ensuite, il est adjoint du commandant du 9e Régiment de lanciers à Żółkiew. Excellent cavalier, il devient instructeur d'équitation à l'école des officiers d'artillerie à Toruń (1922-1923), adjoint du commandant du 8e Régiment de lanciers à Cracovie, puis commandant de l'école professionnelle des sous-officiers à Jaworów (1926 -1928). Ensuite, pendant dix ans, il commande le 9e régiment de lanciers, stationné d'abord à Czortków puis à Trembowla. En 1938, il est nommé commandant de l'École centrale de cavalerie à Grudziądz.

### Participation aux Jeux olympiques
En 1924, Komorowski fait partie de l'équipe hippique polonaise aux Jeux olympiques d'été à Paris.  Aux Jeux olympiques d'été de 1936 à Berlin, il entraîne l'équipe équestre polonaise (Henryk Leliwa-Roycewicz, Zdzisław Kawecki, Seweryn Kulesza) qui remporte une médaille d'argent au concours complet.

### La Seconde Guerre mondiale
Pendant la campagne de Pologne de 1939, il est le commandant  d'un groupe de cavalerie à Garwolin, puis adjoint du colonel Adam Zakrzewski, commandant de la brigade de cavalerie dans l'armée « Lublin ». Après la fin des combats, Komorowski évite la captivité et se rend à Cracovie où il crée Organizacja Wojskowa (OW), une organisation militaire clandestine qu'il dirige jusqu'à sa fusion en janvier 1940 avec Związek Walki Zbrojnej (ZWZ), l’ancêtre de l'Armia Krajowa (AK). 
En juillet 1941, Komorowski gagne Varsovie où il est nommé adjoint du commandant en chef de l'AK, le général Stefan Rowecki. AK, une véritable armée de l’intérieur placée sous l’autorité politique du Gouvernement polonais en exil à Londres, dirigé par le général Władysław Sikorski qui cumule alors les postes de premier ministre et de chef des forces armées polonaises. En été 1944, Armia Krajowa comptera plus de 300 000 hommes et femmes, ce qui en fait le mouvement de résistance le plus important d’Europe.
Après l'arrestation de Stefan Rowecki par la Gestapo le 30 juin 1943, Tadeusz Komorowski le remplace au commandement de l'AK. L'arrestation du chef de la Résistance polonaise dans le pays coïncide, à quelques jours près, avec la disparition du général Władysław Sikorski, le chef du Gouvernement polonais en exil, dans un accident d'avion à Gibraltar du 4 juillet 1943. 
La situation de la Pologne libre est d'autant plus fragilisée que les relations diplomatiques avec les Soviétiques sont rompues par le Kremlin depuis le 25 avril 1943, à la suite de la demande du gouvernement polonais d'explications au sujet de la découverte du charnier de milliers d'officiers polonais à Katyn. 
Le 20 novembre 1943, Komorowski donne l'ordre de lancer l'Opération Tempête dans une tentative de coopération militaire avec l'Armée rouge en mouvement vers la Pologne dans la lutte contre l'Allemagne. C'est aussi une tentative politique de persuader les Soviétiques de reconnaître les droits polonais sur les terres de la Deuxième République Polonaise sur lesquelles l'Armée rouge est entrée.
Les expériences des combats des mois suivants dans la région de Vilnius, ainsi que dans les provinces de Lwów et de Tarnopol, montrent rapidement  que les Soviétiques n'ont pas l'intention de reconnaître l'indépendance de la Pologne.
À l'origine, l'Opération Tempête élaborée encore par Rowecki ne prévoyait pas de combats à Varsovie. Cependant, au début du mois de juillet 1944, le premier ministre Stanisław Mikołajczyk, dans un message adressé au délégué du gouvernement au pays, demande si une telle éventualité est prévue. En Pologne, cette dépêche est interprétée comme une invitation à élaborer une stratégie adéquate. Le 21 juillet 1944, les généraux Tadeusz Komorowski, Leopold Okulicki, pseudonyme Niedźwiadek (Petit ours), et Tadeusz Pełczyński, Grzegorz, décident d'entreprendre des opérations militaires dans la capitale,. 
Au cours des jours suivants, les consultations au sein du quartier général de l'armée de l'intérieur polonaise se poursuivent. Le Conseil de l'Unité Nationale (en) se déclare favorable à la prise de Varsovie avant que l'Armée rouge n'y entre.
Le 26 juillet 1944, le Gouvernement polonais autorise le général Komorowski et Jan Stanisław Jankowski pseudonyme « Soból », vice-Premier ministre du gouvernement et son délégué au pays, de commencer une action armée pour libérer Varsovie. Les radios soviétiques demandent aussi un soulèvement. Avec l'Armée rouge à l'approche de la ville, le général Komorowski donne l’ordre du soulèvement de Varsovie qui débute le 1er août 1944. Il s’agit d’une décision politique aux conséquences tragiques, mais mûrement réfléchie. Les Polonais savent que l’Armée rouge qui progresse à l’Est ne se bat pas pour libérer la Pologne mais pour y remplacer le système totalitaire nazi par le système totalitaire communiste. L'insurrection de la capitale polonaise sera l'un des épisodes les plus tragiques de la seconde guerre mondiale. 
Pendant 63 jours, la bataille fait rage avec une sauvagerie sans précédent. Les estimations des effectifs de l'AK vont de 250.000 à 350.000 combattants. La moitié n'est même pas armée. Mis à part les soldats de l’AK, d’autres se portent volontaires, y compris des femmes et des enfants tout juste adolescents. Alors que la situation des insurgés devient de plus en plus dramatique, l’Armée rouge reste passive, arrêtée sur la rive droite de la Vistule. Elle bloque même l’approvisionnement en munitions des unités polonaises au sein de l’Armée rouge pour les empêcher de secourir leurs compatriotes assiégés. L’insurrection de Varsovie reçoit un soutien très limité de la part des Alliés occidentaux. Des parachutages peu nombreux d’armes et d’autres matériels n’ont que très peu d’impact. 

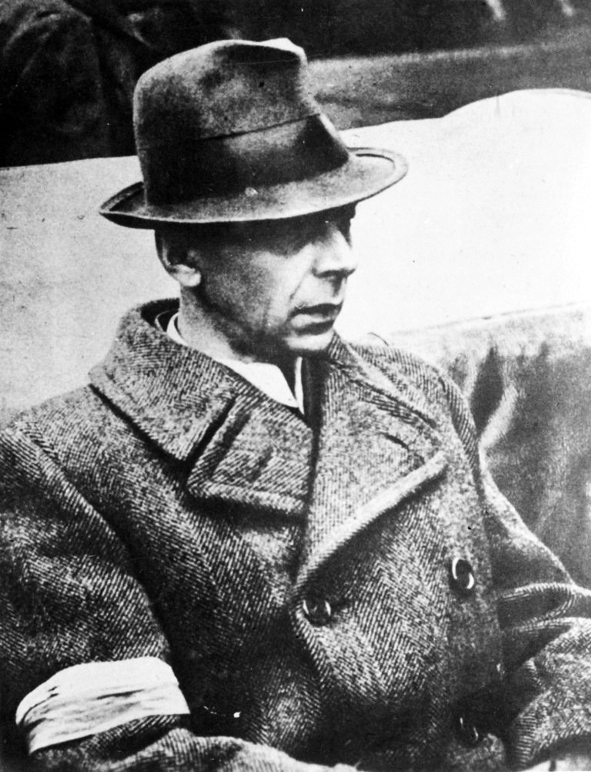
Tadeusz Komorowski avant la signature de la capitulation à Ożarów.

Le 30 septembre, le général Komorowski est nommé par le président Władysław Raczkiewicz commandant en chef des Forces Armées Polonaises à la suite de la démission du général Kazimierz Sosnkowski. Le 1er octobre 1944, face à une défaite inévitable, Komorowski désigne son successeur à la tête de la Résistance polonaise : le général Leopold Okulicki. Le 2 octobre 1944, le général Komorowski signe l’acte de reddition avec les honneurs militaires. 
Cependant, cette capitulation ne met pas fin au calvaire de Varsovie. Hitler ordonne qu'elle soit « rasée sans laisser de traces ». La ville sera détruite à 85 %. La capitale polonaise n’est plus qu’un « point géographique » alors que d’innombrables actes de génocide sont commis sur la population civile. 180 000 civils périssent. 60 000 civils sont déportés dans des camps de concentration et 150 000 condamnés aux travaux forcés en Allemagne ou à l’errance dans leur pays. Quant aux insurgés, 18 000 sont tués, 25 000 sont blessés et 15 000, dont le général Komorowski, sont envoyés en captivité. 
Komorowski est interné dans un camp de prisonniers de guerre, l'Oflag 73 à Langwasser, puis à partir de février 1945 à Colditz en Saxe. Dans les derniers jours de la guerre, il est évacué et transporté en Suisse. Libéré par les Alliés en mai 1945, il s'exile à Londres où il est obligé de gagner sa vie comme tapissier puisque le gouvernement britannique retire sa reconnaissance au gouvernement londonien de son ancien allié polonais.

## Après-guerre
Cependant, Tadeusz Komorowski continue à se préoccuper du sort de la communauté polonaise. Premier ministre du gouvernement polonais en exil de 1947 à 1949, il est ensuite membre, avec le général Władysław Anders et le comte Edward Raczyński, du Conseil des Trois, autorité politique principale des émigrés.
En 1952, il publie ses mémoires intitulés Histoire de l'armée secrète.
Il meurt à Londres le 24 août 1966 où il sera enterré. Son épouse Irena, née en 1904, est morte en 1968.
En 1994, son fils Adam Komorowski ramène les cendres du général en Pologne, qui sont alors inhumées avec les honneurs au cimetière de Powązki à Varsovie. L'uniforme du général est un des objets les plus précieux du Musée de l'Armia Krajowa et de l'État polonais clandestin à Cracovie.